# 平井村 (群馬県)
平井村（ひらいむら）は群馬県の南西部、多野郡に属していた村。

## 地理
- 河川：鏑川、鮎川

## 歴史
- 1889年（明治22年）4月1日 - 町村制施行により、緑埜村、東平井村、西平井村、鮎川村、白石村、三ツ木村が合併し緑野郡平井村が成立する。
- 1896年（明治29年）4月1日 - 郡統合（緑野郡、多胡郡、南甘楽郡の統合）により多野郡に属する。
- 1955年（昭和30年）3月1日 - 日野村とともに藤岡市へ編入する。